# Шумка
Шу́мка — українська народна пісня, традиційна подільська жартівлива пісня, яка виконувалася лірниками і танок у такті 2/4, близька до коломийки, її танцюють у супроводі пісні.
Є також інструментальні шумки (шумки для фортепіано Михайла Завадського). Збірку шумок видав Антон  Коципинський.
Слово «шумка», хоч і нині маловживане в Україні, у Західній Канаді, яка досить щільно заселена вихідцями з карпатського й прикарпатського регіонів, служить за популярну назву для музичних, фольклорних колективів. У місті Едмонтон є ресторан «Шумка»; є також у цьому місті широковідомий професійний танцювальний колектив «Шумка».